# Grégoire Giraud
Pierre-François-Grégoire Giraud, llamado Grégoire Giraud, (Le Luc, Var, 1783 - París, 1836) fue un escultor francés.

## Biografía
Tras haber realizado estudios de comercio, Grégoire Giraud parte a París en 1793, donde se dedica a la literatura y a la escultura, bajo la dirección de un amigo de la familia Jean-Baptiste Giraud.

Alumno del escultor Claude Ramey, obtiene el Premio de Roma de Escultura en 1806 con una estatua de Filoctetes herido en la pierna en la isla de Lemnos. Parte entonces a la Villa Médici de Roma y permanece los siguientes siete años en Italia.
Aunque fue intensamente influido por el Arte de la Antigüedad, la obra de Grégoire Giraud también está marcada por la tradición de la estatuaria francesa, gracias al estudio naturalista de sus modelos. 

## Obras
- Projet pour le tombeau de sa femme (Proyecto para la tumba de su esposa), cera sobre escayola y madera, París, museo del Louvre
- Perro , estatua, mármol, París, museo del Louvre